# Zorka agnesae
Zorka agnesae är en insektsart som beskrevs av Irena Dworakowska 1977. Zorka agnesae ingår i släktet Zorka och familjen dvärgstritar.
Artens utbredningsområde är Vietnam. Inga underarter finns listade i Catalogue of Life.